# Victorio Oliver Domingo

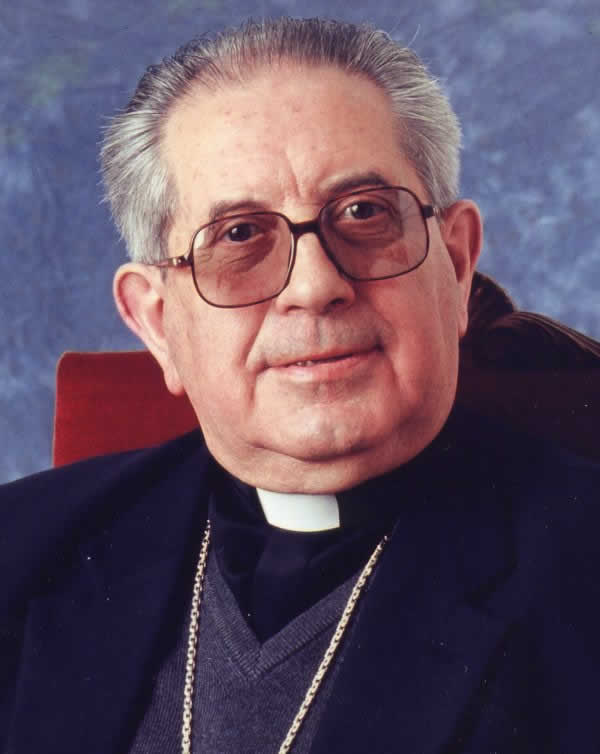
Bischof Victorio Oliver Domingo.

Victorio Oliver Domingo (* 23. Dezember 1929 in Mezquita de Jarque, Spanien) ist emeritierter Bischof von Orihuela-Alicante.

## Leben
Victorio Oliver Domingo empfing 1954 die Priesterweihe. 1972 wurde er von Papst Paul VI. zum Titularbischof von Limisa ernannt und zum Weihbischof im Erzbistum Madrid bestellt. Die Bischofsweihe spendete ihm am 12. Oktober 1972 der Erzbischof von Madrid, Vicente Kardinal Enrique y Tarancón; Mitkonsekratoren waren Pedro Cantero Cuadrado, Erzbischof von Saragossa, und Juan Ricote Alonso, Bischof von Teruel. 1976 ernannte ihn Paul VI. zum Bischof von Tarazona. 1981 erfolgte durch Papst Johannes Paul II. die Ernennung zum Bischof von Albacete und 1996 die Ernennung zum Bischof von Orihuela-Alicante, das zur spanischen Kirchenprovinz Valencia gehört. 
2005 wurde seinem altersbedingten Rücktrittsgesuch durch Papst Benedikt XVI. stattgegeben.